# Castelo de Vide
Castelo de Vide est une municipalité (en portugais : concelho ou município) du Portugal, située dans le district de Portalegre et la région de l'Alentejo.

## Géographie
Castelo de Vide est limitrophe :
- au nord-est, de l'Espagne,
- à l'est, de Marvão,
- au sud, de Portalegre,
- au sud-ouest, de Crato,
- à l'ouest et au nord-ouest, de Nisa.

## Démographie
| 1801  | 1849  | 1900  | 1930  | 1960  | 1981  | 1991  | 2001  | 2004  |
| ----- | ----- | ----- | ----- | ----- | ----- | ----- | ----- | ----- |
| 7 006 | 6 031 | 6 614 | 6 837 | 6 538 | 4 187 | 4 145 | 3 872 | 3 780 |

| 2011  | - | - | - | - | - | - | - | - |
| ----- | - | - | - | - | - | - | - | - |
| 3 407 | - | - | - | - | - | - | - | - |

## Subdivisions
La municipalité de Castelo de Vide groupe 4 freguesias :
- Nossa Senhora da Graça de Póvoa e Meadas

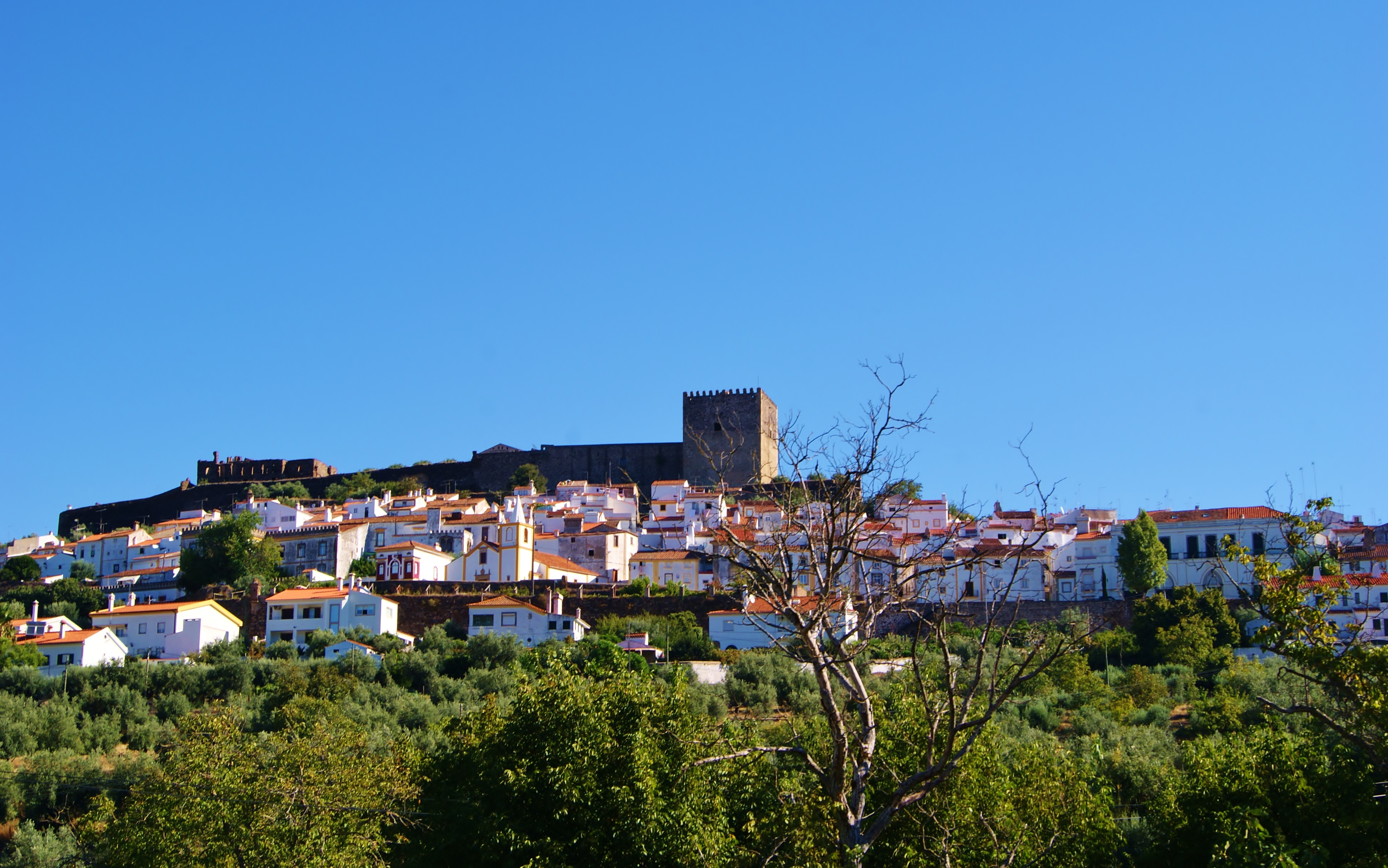
Castelo de Vide

- Santa Maria da Devesa
- Santiago Maior
- São João Baptista

## Personnalités
Liste des personnalités nées à Castelo de Vide
- Garcia de Orta, né en 1501 est un médecin et botaniste portugais
- Salgueiro Maia

Liste des personnalités vivant à Castelo de Vide
- Carlos Sahakian

## Jumelages
- Trancoso (Portugal)